# Harmonogram
Harmonogram je zvláštní plán nebo seznam, který harmonizuje postup nějaké hlavně lidské činnosti z časového hlediska. Je to časový rozpis (rozvrh) nebo časový plán praktických kroků, které je potřeba provést při realizaci nějakého většího či rozsáhlejšího díla či společenské události. Harmonogramy se běžně používají všude tam, kde je potřeba v dlouhém časovém úseku přesně a podrobně zkoordinovat a harmonizovat činnost většího množství subjektů.
Harmonogramy mohou být vhodně doplněny dalšími technickými a organizačními pomůckami, kupříkladu síťovými grafy či ganttovými diagramy, které postup všech prací a činností znázorňují přehledným způsobem v grafické podobě, kde mohou být zobrazeny vazby apod.

## Příklady použití
- výstavba velkých liniových staveb či velkých technologických celků (např. výstavba dálnice či výstavba elektrárny)
- velké sportovní podniky (např. typu Olympijských her, mistrovství světa apod.)
- velké kulturní festivaly (např. Pražské jaro)